# Bonaventura Gran
Miquel Baptista Gran Peris (Riudoms, Catalunha, 24 de novembro de 1620 - Roma, Itália, 11 de setembro de 1684) conhecido actualmente como Beato Bonaventura Gran ou como Fra Bonaventura da Barcelona, foi um frade franciscano, proclamado beato pela Igreja católica em 1906.

## Biografia
Ele nasceu em Riudoms, Catalunha, em 24 de novembro de 1620 em uma modesta casa na rua conhecida como Pocket Street (Carrer de la Butxaca em catalão) e agora tem seu nome. Depois de se casar aos 18 anos como seu pai desejava, ele ficou viúvo em poucos meses. Ele entrou no convento franciscano de Sant Miquel d'Escornalbou e fez profissão religiosa em 14 de julho de 1641, mudando seu nome para Bonaventura. Nos anos seguintes, ele foi enviado para Mora d'Ebre, Figueres, la Bisbal d'Empordà e Terrassa, onde outra rua foi nomeada para ele.
Em 1658 foi enviado para Roma, onde fundou o Santo Retiro, quatro mosteiros na província de Roma, incluindo San Bonaventura al Palatino. Foi conselheiro de quatro papas: Alexandre VII, Clemente IX, Clemente X e Inocente XI. Em Roma, em 1662, fundou a Riformella, um movimento reformista dentro da Ordem Reformada dos Frades Menores da Observância Estrita, para que os monges e padres franciscanos que se dedicaram ao apostolado pudessem se reunir em meditação e retiro espiritual, vivendo o espírito fundador da ordem franciscana.
Em 1679, enviou de Roma as relíquias de São Bonifácio, São Juliano e São Vicente. Desde então, o segundo domingo de maio é celebrado em Riudoms como a Festa das Relíquias Sagradas. 
Ele morreu em Roma em 11 de setembro de 1684.

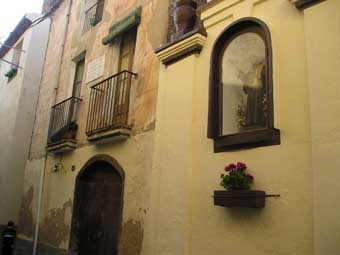
Casa do nascimiento do Beato com uma capela adjacente com a sua imagem
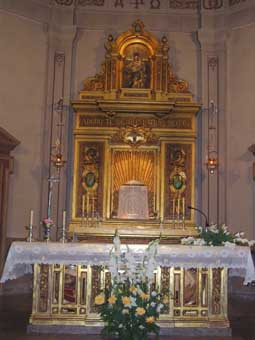
Altar do Sacrário, onde se guardam os restos do Beat
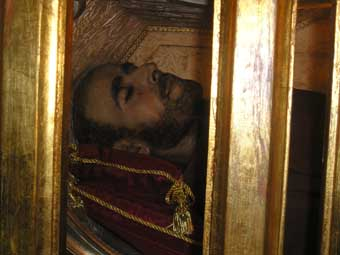
Imagem do Beato dentro da urna

## Veneração
Em 1775 foi declarado venerável e em 1906 foi beatificado pelo Papa Pio X, após a verificação de duas curas milagrosas. A primeira em 1790, quando uma mulher estava em estado grave depois de cair do cavalo e foi inexplicavelmente curada depois de tê-lo invocado. A outra, em 1818, em que outra mulher permaneceu inconsciente por três dias após o parto e curou instantaneamente após aplicar-lhe uma relíquia de Bonaventura.
Em Riudoms, seus restos mortais estão preservados desde 1972, quando foram transferidos de Roma. Eles estão atualmente na capela do tabernáculo na igreja de São Tiago, o Apóstolo. Em Riudoms há uma grande devoção ao Abençoado Bonaventura e uma festa em sua honra é celebrada a cada 24 de novembro, onde seus restos mortais são levados em procissão pela aldeia.